# NGC 5165
NGC 5165 (również PGC 47281) – galaktyka soczewkowata (S0), znajdująca się w gwiazdozbiorze Panny. Odkrył ją Sherburne Wesley Burnham 5 maja 1883 roku.